# فيلا دي أدا
فيلا دي أدا، (بالإنجليزية: Villa d'Adda)‏، (اللاتينية: Villa Ripae Abduae)، هي بلدة صغيرة و(بلدية) في مقاطعة بيرغامو، في منطقة لومباردي الإيطالية، وتقع على بعد حوالي 35 كيلومترًا (22 ميلًا) شمال شرق ميلان، وحوالي 15 كيلومترا (9 ميل) غرب بيرغامو. اعتبارا من نوفمبر 2012، كان عدد سكانها 4,754 مساحة 5.98 كيلومتر مربع (2.31 ميل مربع).

## السكان
في سنة 1861 بلغ عدد السكان 2٬372 نسمة، وتطور العدد ليصل في سنة 2011 لـ 4٬735 نسمة.
يظهر هذا المخطط البياني تطور النمو السكاني لـ فيلا دي أدا

## توأمة
لفيلا دي أدا اتفاقيات توأمة مع:
- مايلن